# Prince Tagoe
Prince Tagoe, född 9 november 1986, är en ghanansk fotbollsspelare (anfallare) som sedan april 2014 spelar i den malaysiska klubben Kelantan FA.

## Klubbkarriär
Tagoe inledde sin professionella karriär i den ghananska klubben Hearts of Oak 2005. Han vann skytteligan i den ghananska ligan 2005 genom att göra 10 mål på 11 ligamatcher. Samma år skrev han sedan på för den saudiska klubben Al-Ittihad där han gjorde 13 mål på 19 ligamatcher. Han spelade sedan i ytterligare två arabiska klubbar innan han flyttade till Europa för spel i tyska Hoffenheim i juni 2009. Tagoe hade även kontaktats av klubbar i England, Italien, Spanien och Frankrike men valde att skriva på ett treårskontrakt med Hoffenheim.
Bara några veckor efter att Hoffenheim hade värvat Tagoe valde de att säga upp kontraktet med spelaren på grund av ett påstått hjärtfel. Beslutet togs efter bara en läkarundersökning och Tagoes agent överklagade beslutet till det tyska fotbollsförbundet. Efter att fler läkarundersökningar genomförts konstaterade det tyska fotbollsförbundet att Tagoes hjärtstatus inte var tillräckligt allvarliga för att klubben skulle ha rätt att säga upp kontraktet och Tagoe återvände till klubben. Under sin första säsong i Tyskland spelade sedan Tagoe 12 ligamatcher och gjorde två mål.
Tagoe är fr.o.m början på 2011 utlånad till serbiska klubben FK Partizan till säsongens slut, därmed har Partizan rätt att köpa ut Tagoe från Hoffenheim.
Tagoe's seriedebut i serbiska ligan började mycket bra, en 1–3-vinst på bortaplan mot FK Inđija, varav två av målen gjordes av Tagoe.
Tagoe's första match mot Partizans rivaler Röda Stjärnan slutade med 2–0-seger, varav båda målen gjordes av Tagoe (båda på nick).
1 september 2011 blev Tagoe klar för turkiska Bursaspor.

## Landslagskarriär
Tagoe debuterade i Ghanas landslag under Afrikanska mästerskapet 2006, utan att ha spelat några juniorlandskamper. Han blev sedan även uttagen i truppen till VM 2010.